# Топанга
Топанга (англ. Topanga; тонгва Topaa'nga) — статистически обособленная местность в западной части округа Лос-Анджелес (штат Калифорния, США).

## История
Топанга — так назвали эту территорию издавна жившие здесь индейцы тонгва. Переводится это как «где горы встречаются с морем» или «место наверху». В 1839 году в эти места пришли мексиканцы и основали здесь постоянное поселение.
В 1920-х годах каньон Топанга стал местом отдыха голливудских звёзд на выходные, и для этой цели было построено несколько коттеджей; пологие холмы и обильная растительность обеспечивали уединение и привлекательную обстановку для богатых и знаменитых кинематографистов. В 1960-х годах Топанга стала популярным местом для художников.
В 1969 году череду убийств начала семья Мэнсон — их первой жертвой стал местный житель, учитель музыки.

## География
Поселение расположено в живописных горах Санта-Моника. Юридически Топанга граничит с городом Малибу и районом Пасифик-Палисейдс города Лос-Анджелес.
Площадь поселения составляет 49,563 км², из которых открытые водные пространства занимают лишь 0,02 км². Высота центра — 301 м над уровнем моря. Значительная часть поселения является парком штата «Топанга».
Через Топангу протекает небольшая река Топанга-Крик. Она — один из немногих оставшихся не перегороженных плотиной водных потоков в регионе и является местом нереста микижи (по данным 1998 года, последний раз фиксировалась в 1980 году). В поселении функционирует пляж.
В год над поселением выпадает 560 мм дождя. Лето в регионе теплое (но не жаркое) и сухое, среднемесячные температуры не превышают 22°С. Согласно классификации климатов Кёппена климат в Топанге является «средиземноморским» (Csb).

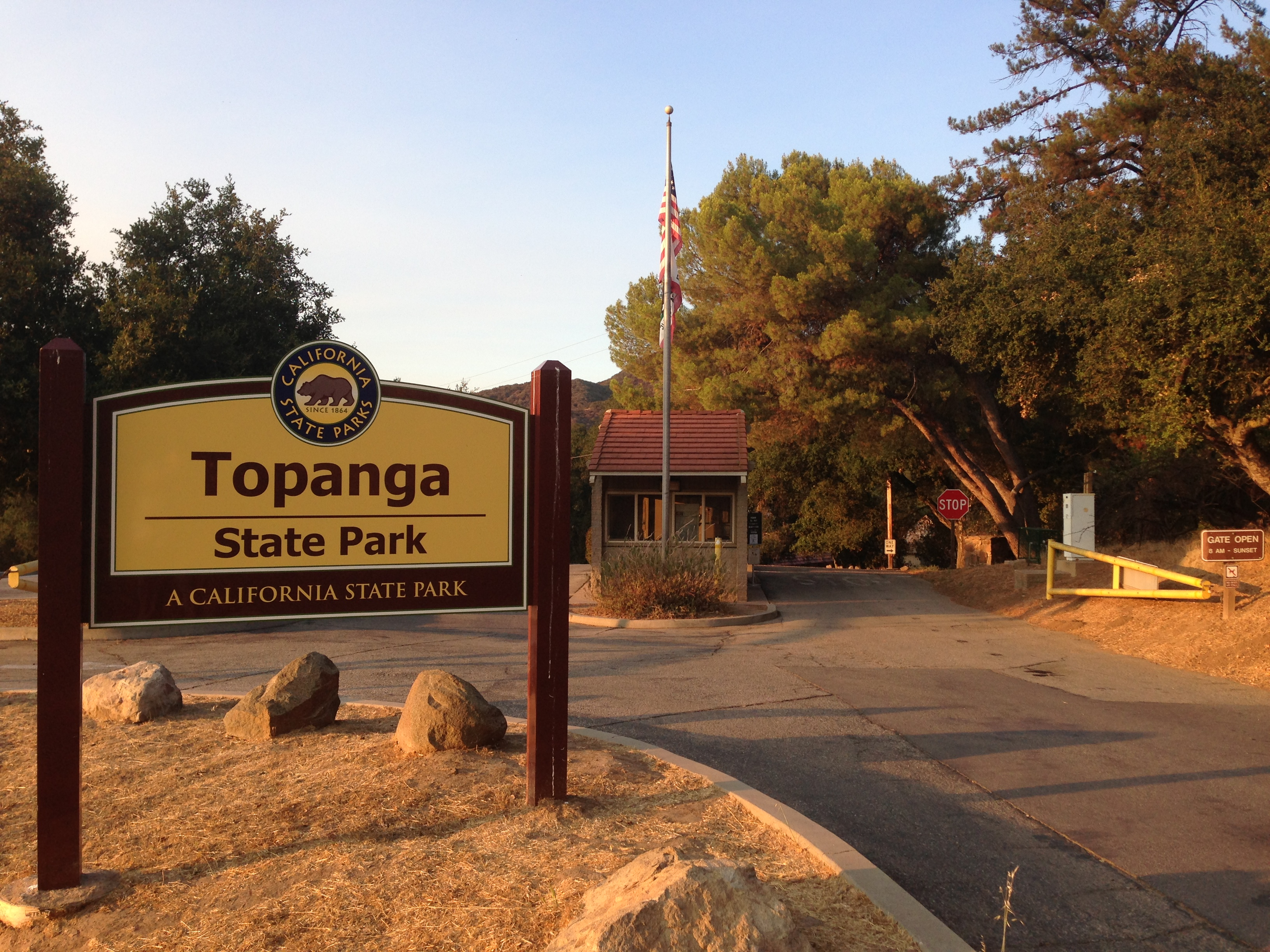
Парк штата «Топанга»
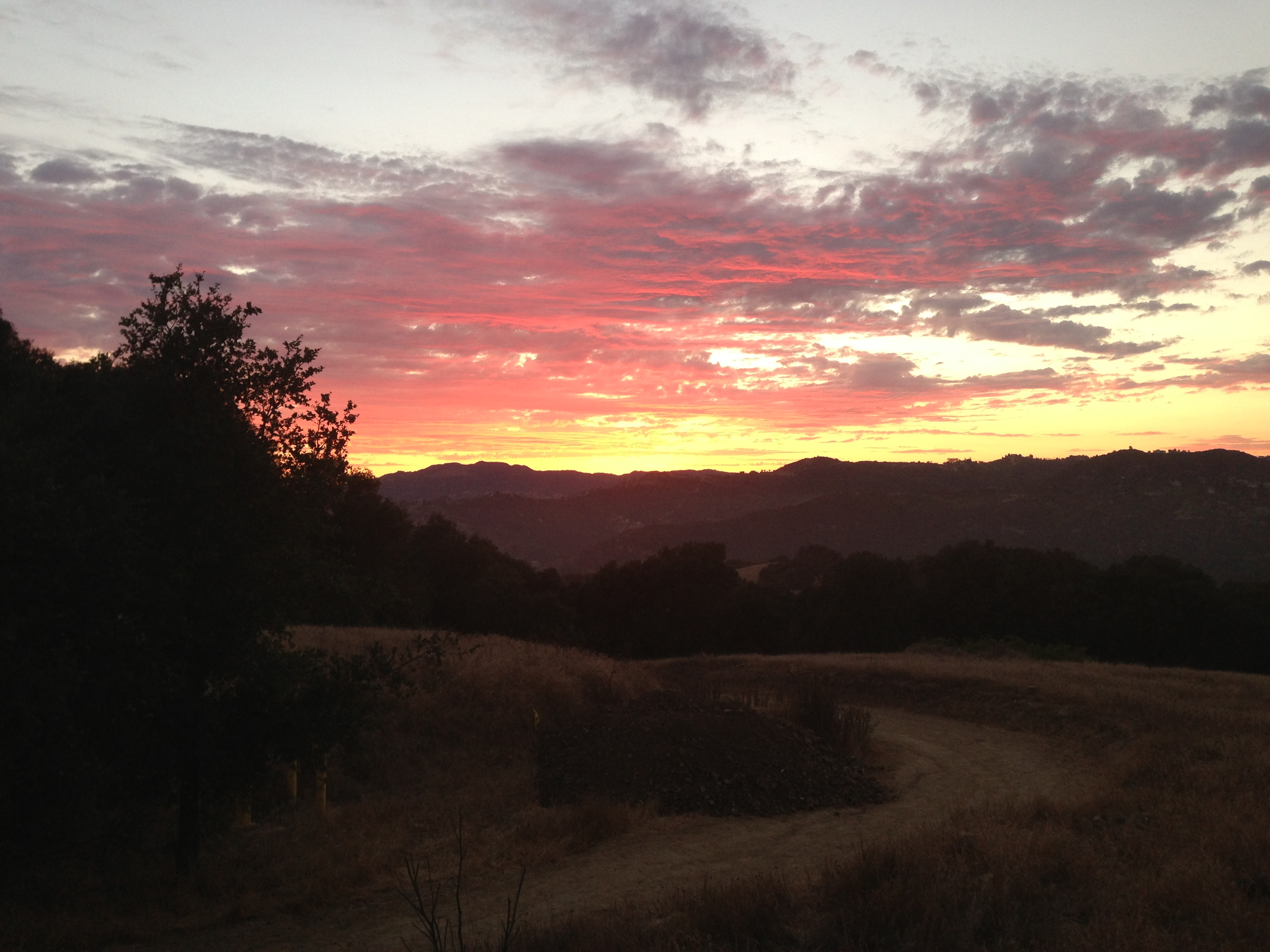
Парк штата «Топанга»
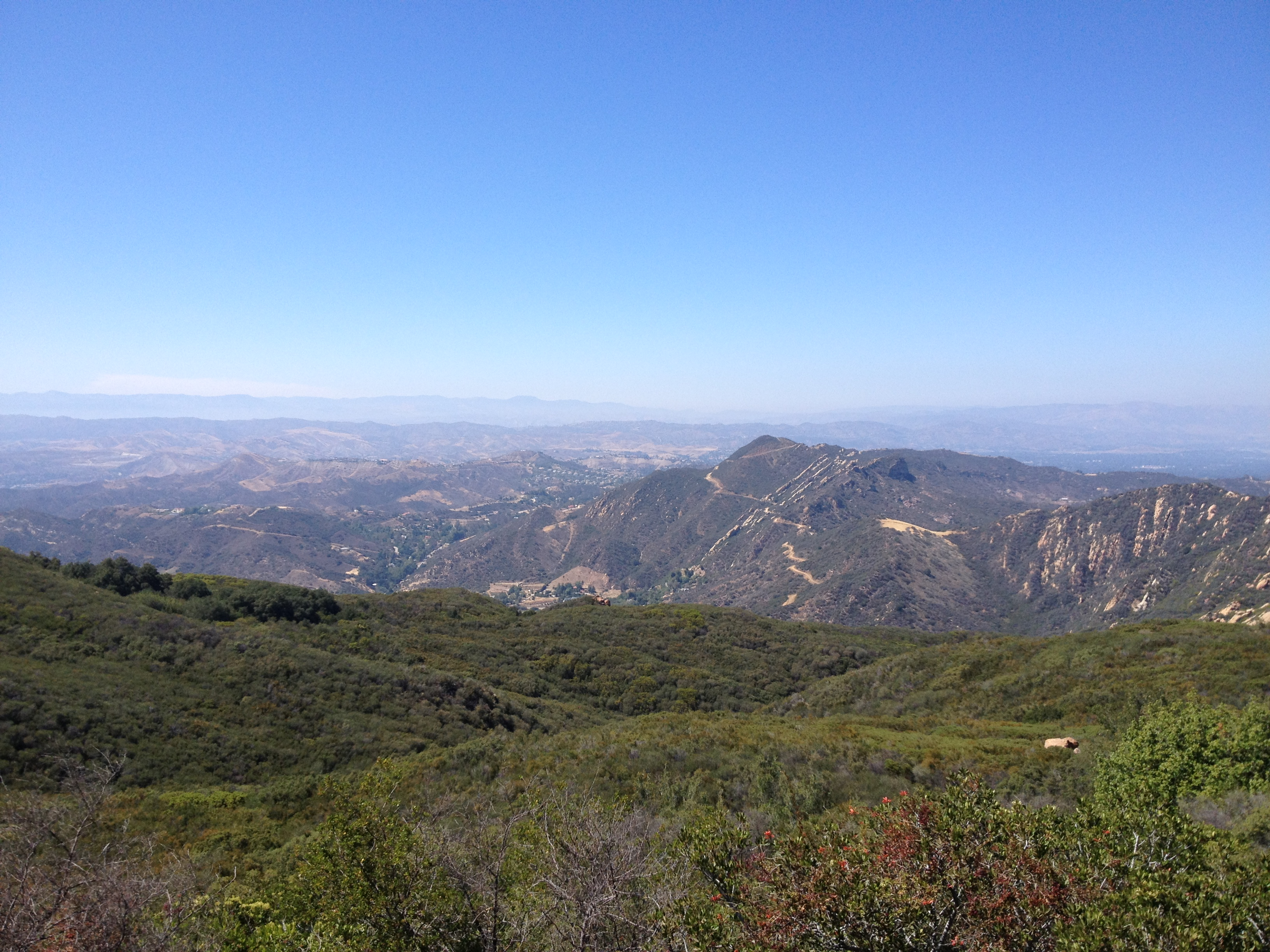
Каньон Топанга

### Каньон Топанга

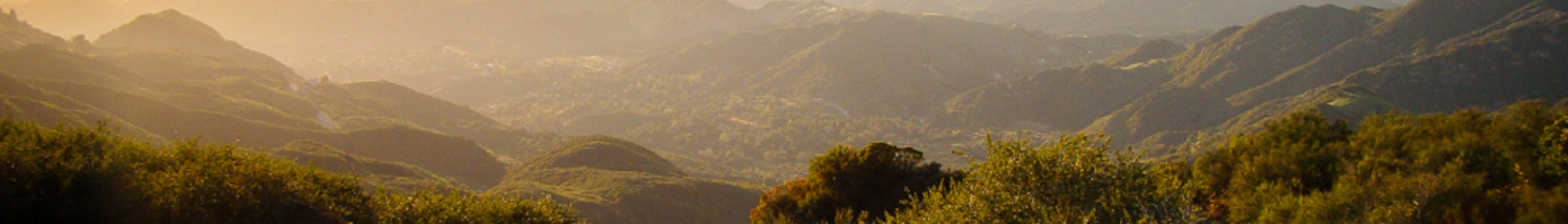
Вид на каньон Топанга

См. также Бульвар Топанга-Каньон.

## Демография
Согласно переписи населения 2010 года, население Топанги составляло 8289 человек. 5,9 % жителей находились за чертой бедности. Расовый состав: белые — 88,2 %, афроамериканцы — 1,4 %, коренные американцы — 0,4 %, азиаты — 4,3 %, уроженцы тихоокеанских островов — 0,04 %, прочие расы — 1,5 %, смешанные расы — 4,1 %. Латиноамериканцы (любой расы) составляли 6,4 % поселения. Жителей младше 18 лет было 20,3 %, от 18 до 24 лет — 4,0 %, от 25 до 44 лет — 23,1 %, от 45 до 64 лет — 38,5 %, старше 64 лет — 14,1 %. Средний возраст жителя составлял 46,1 лет. На 100 лиц женского пола приходилось 97,9 мужского.
Согласно переписи населения 2020 года, население Топанги составляло 8560 человек.

## Культура
Топанга известна как богемный анклав, привлекающий художников, музыкантов, кинематографистов и других подобных творческих личностей. Здесь проходят многочисленные музыкальные фестивали, ежегодно проводится собственный кинофестиваль; это место можно назвать художественной колонией.
В 1951 году за отказ от дачи показаний Комиссии по расследованию антиамериканской деятельности киноактёр Уилл Гир был включён в Чёрный список Голливуда. В том же году он вместе с женой Хертой Уэр основал театр Theatricum Botanicum в Топанге. В его рамках он совместил актёрскую карьеру и ботанику, выращивая в театральном саду те растения, которые упоминались в произведениях Шекспира.
В 1967 году в Топанге открылся нудистский клуб «Поля Элизиума». Пережив длительные баталии с чиновниками округа, участок площадью 3,6 га был продан в 2002 году наследниками его основателя.
В Топанге нет ни гостиниц, ни мотелей, ни АЗС, ни каких-либо сетевых магазинов. Поселение входит в число самых дорогих населённых пунктов округа Лос-Анджелес.
Ручьи, водопады, утёсы с обнажёнными скальными породами, примечательные скальные выступы и смотровые площадки с панорамным видом на горы, Тихий океан и Лос-Анджелес являются общественными достопримечательностями. В Топанге проложено множество маршрутов для коротких прогулок, пешего туризма, катания на горных велосипедах, верховой езды, наблюдения за птицами и скалолазания, которые являются важными составляющими местного сообщества.